# Enrique Heine
Enrique Heine (Santiago, 4 de octubre de 1928 - 6 de julio de 1985) fue un destacado actor y locutor chileno que tuvo una activa carrera en radio, teatro, cine y televisión entre la década de 1950 y la década de 1980.

## Biografía
Hijo de inmigrante alemán proveniente de Leipzig, desde pequeño vio cómo "el teatro llegó a él", según le confesara a Yolanda Montecinos en una conversación sostenida en el camarín del Teatro Antonio Varas. Su nombre real era Herman Enrique Heyne Escanilla, pero castellanizó su apellido original Heyne, por Heine.
Su voz excepcionalmente profunda junto a su elevada estatura lo llevaron rápidamente a ganarse el rol de actor de carácter en las diferentes compañías teatrales de las que formó parte, como la de Jacob Ben-Ami, Italo Martínez, Américo Vargas, Silvia Piñeiro, Lucho Córdoba, Ictus, Teatro de Ensayo de la Universidad Católica (TEUC), Instituto del Teatro de la Universidad de Chile (ITUCH) y posteriormente el Teatro Nacional Chileno.
En paralelo se dedicó a labores gremiales y sindicales lo que lo lleva a fundar el Ictus (1958), la Sociedad de Arte escénico del Teatro Municipal (1960), el Sindicato de Locutores de Chile (1961) y el Sindicato de Actores de Cine Radio y Televisión de Chile - SIDARTE (1967), del cual fue su presidente.
Murió en un accidente automovilístico el 6 de julio de 1985. A esa fecha se encontraba interpretando con gran éxito el papel de Argán en la obra El enfermo imaginario, de Molière.
“El eco de su voz de trueno estará vibrando en los rincones del teatro Antonio Varas y su gran figura llenando el escenario” dijo en sus funerales, a nombre de la Facultad de Artes de la Universidad de Chile, el actor Domingo Tessier.
Es el padre del músico y productor chileno Cristián Heyne.

## Programas de Radio y Radioteatros
Residencial la pichanga,
La tercera oreja,
Gran radioteatro de la historia, Clarín de gloria, La hormiguita cantora y el duende melodía, El inspector rojo, Mama Rosa, Martín Rivas, La familia chilena, La linterna roja, Chile en notas, Cine en el aire.
Hace 50 Años
"El Mercurio"
Lunes 2 de enero de 1950
Radiotelefonía. El destacado actor radiotelefónico Enrique Heine, se presentará por los micrófonos de CB 101, en los programas que dirige y escribe Mario Duval. Además, el público podrá disfrutar de la excelente recitación que hace Heine de sus propias composiciones.

## Obras de teatro
Don Juan Tenorio, La fierecilla domada, El amor de los cuatro coroneles, Te llamabas Rosicler, Asesinato en la catedral, Ayayema, Deja que los perros ladren, La visita de la vieja dama, La vida es sueño, El rey Lear, El evangelio según San Jaime, Fuente ovejuna, La viuda de Apablaza, Quien le tiene miedo al lobo, La pérgola de las flores, Como en la gran ciudad, El enfermo imaginario, La Alondra, Versos de ciego, El lugar donde mueren los mamíferos, Cuando los hijos se van, El gran cardenal, Juana de Arco, La casa de la noche, Martín Rivas, Nacida ayer, Navidad en el circo, Hotel Paradis, Mama Rosa, Matrimonio a la fuerza, La loca de Chailot, La Gaviota, El ideal de un calavera, Rancagua 1814, Cyrano de Bergerac, El quijote de la Mancha, Otelo, El jardín de los cerezos, Auto de la compasiva, El avaro, Justicia en la tierra, Contigo en la soledad.

## Telenovelas
- 1970 - Cuarteto para instrumentos de muerte (TVN)
- 1970 - La amortajada (Protab)-(Canal 13)
- 1970 - El padre Gallo (Protab)-(Canal 13)
- 1971 - La pendiente (Canal 13)
- 1971 - O'Higgins (TVN)
- 1971 - Balmaceda (TVN)
- 1971 - Manuel Rodríguez (TVN)
- 1972 - La sal del desierto (Escuela de Artes de la Comunicación UC. Depto TV.) (TVN)
- 1975 - María José (Canal 13)
- 1975 - J.J. Juez (Canal 13)
- 1977 - Sol tardío (TVN)
- 1985 - Matrimonio de papel (Canal 13)

## Televisión
- 1982-1983 - Teatro como en el Teatro, de José Vilar (TVN)
- 1984 - Vergara 489 (Sección de Sábados Gigantes) (Canal 13)

## Cine
- 1937 - 1938 - Siempre listo (16 mm). Raúl Aicardi
- 1939 - 1940- Los hijos de la patria (16 mm). A. Santana-Italo Martínez
- 1946 - El Padre Pitillo. Chilefilms
- 1946 - El diamante del maharajá. Luis Sandrini
- 1949 - Esperanza. Jacob Ben-Ami
- 1957 - Tres Miradas a la Calle. Naum Kramarenko
- 1967 - Regreso al silencio. Naum Kramarenko
- 1970 - Prohibido pisar las nubes. Naum Kramarenko
- 1970 - La casa en que vivimos. Patricio Kaulen
- 1970 - El libro de Job. Orlin Corey. Biblioteca PUC
- 1972 - Estado de sitio. Costa Gavras
- 1982 - El último grumete. Jorge López Sotomayor